# Amílcar Bengla Mourão
Amílcar António Bengla Mourão (2 de Setembro de 1967 – Lisboa, 12 de Janeiro de 2020) foi um político e economista português, membro do Partido Social Democrata.

## Biografia
Nasceu em 2 de Setembro de 1967. Concluiu uma licenciatura em economia na Universidade Autónoma de Lisboa, e um mestrado em Gestão do Desenvolvimento e Cooperação Internacional.
Pertenceu ao Partido Social Democrata, tendo presidido à delegação distrital de Beja daquele partido por duas vezes, primeiro nos anos 90 e depois na Década de 2000. Também foi presidente distrital da Juventude Social Democrata, e exerceu como deputado na Assembleia da República entre 1995 e 1999, durante a VII Legislatura, eleito pelo círculo de Beja. Nas eleições autárquicas de 2017 foi eleito para a Assembleia Municipal de Moura.
Trabalhou igualmente como economista, tendo sido administrador na Caixa de Crédito Agrícola Mútuo do Guadiana Interior e coordenador na organização do Contrato Local de Desenvolvimento Social, em Moura. Também presidiu ao Instituto de Segurança Social de Beja, e colaborou desde 1982 no rádio e no jornal A Planície.
Amílcar Mourão faleceu na madrugada de 12 de Janeiro de 2020, numa unidade de saúde em Lisboa, vítima de uma doença súbita. O funeral teve lugar no dia seguinte, em Moura. Na sequência do seu falecimento, a Comissão Política Distrital de Beja do Partido Social Democrata emitiu uma nota de pesar, onde elogiou o seu papel dentro do partido. Aquela organização iria igualmente propor a realização de um minuto de silêncio em sua homenagem, durante o Congresso Nacional do partido.